# T-24
T-24 – radziecki czołg średni z okresu międzywojennego.

## Historia konstrukcji
W 1930 roku  opracowano czołg średni oznaczony jako T-24. Jego konstrukcję oparto na konstrukcji czołgu T-12. W nowym pojeździe usunięto jedną z wież umieszczoną z tyłu kadłuba, a wyposażoną w karabin maszynowy. Czołg miał jak na tamten czas silne uzbrojenie. Składało się ono z armaty kal. 45 mm oraz trzech karabinów maszynowych. Jeden z karabinów umieszczony był w wieżyczce umieszczonej na wieży działa głównego. Pierwsze próby czołg T-24 przeszedł w dniu 22 lipca 1930 roku.
Już w grudniu 1930 roku zamówiono w Charkowskiej Fabryce Parowozów (ChPZ) serię 200 pojazdów tego typuIch produkcja rozpoczęła się w 1931 roku. Została jednak przerwana po zbudowaniu zaledwie 25 egzemplarzy. Powodem tak szybkiego zaprzestania produkcji były liczne wady i usterki T-24 oraz bardzo duży koszt ich budowy. Na ich miejsce wdrożenie do produkcji czołgi BT, które miały lepsze osiągi.
Na bazie podwozia czołgu T-24 zaczęto budować ciężkie ciągniki artyleryjskie Komintern, których w latach 1935–1941 zbudowano 1798 sztuk.

## Użycie
Zbudowane czołgi wprowadzono do uzbrojenia radzieckich wojsk pancernych w 1932 roku i większość trafiła do Charkowskiego Okręgu Wojskowego. Wzięły udział w początkowych walkach po ataku Niemiec na Związek Radziecki w czerwcu 1941 roku, używano ich w tzw. przeciwpancernych punktach oporu. W czasie walk wszystkie zostały zniszczone.